# Corynolina
Corynolina es un inhibidor de la acetilcolinesterasa aislado de la planta Corydalis incisa.